# Leptosphaeria septemcellulata
Leptosphaeria septemcellulata är en svampart som beskrevs av E. Müll. 1950. Leptosphaeria septemcellulata ingår i släktet Leptosphaeria och familjen Leptosphaeriaceae.   Inga underarter finns listade i Catalogue of Life.